# Aceolo y Acio
Los santos Aceolo (o Acheul) y Acio fueron mártires cristianos primitivos en Galia. Se les asocia con Amiens, donde el nombre de Aceolo se dio a una antigua iglesia, más tarde abadía.

## Relato de Butler
El martirologista Alban Butler escribió en su The lives of the fathers, martyrs, and other principal saints (1821),

1 de mayo - SS. Acius y Acheolus, mártires de Amiens
Parece que sufrieron hacia el año 290.

, y son honrados en los martirologios galicanos, y especialmente en Amiens, el 1 de mayo. Ver Molanus en Auctario Usuardi, y Henschenius 1 de mayo, y un antiguo Martirologio bajo el nombre de San Jerónimo, citado por él.
La iglesia de San Acheul, fuera de las murallas de Amiens, era originalmente la catedral; pero al ser ésta trasladada por San Salvio a la de Nuestra Señora en la ciudad, la iglesia de San Acheul pasó a depender de ella. En 1145 se erigió allí una comunidad de canónigos regulares. Actualmente pertenece a la congregación reformada de Santa Genoveva. Al excavar los cimientos para una nueva iglesia, se encontraron cinco tumbas muy antiguas, que han sido objeto de muchas disertaciones, especialmente si una no es la de San Fermín, obispo y confesor, cuyas reliquias están consagradas en la catedral..